# I. Musztafa oszmán szultán
I. Musztafa (Manisa, 1591 – Isztambul, 1639. január 20.) oszmán szultán és kalifa 1617-től 1618-ig, valamint 1622-től 1623-ig.

## Élete

### Ifjúsága
Musztafa 1591-ben született III. Mehmed fiaként. 1603-ban, fivére, I. Ahmed trónraléptekor – az addigi szokással ellentétben – nem ölette meg testvérét. Mithogy állítólag szellemileg vissza volt maradva, soha nem volt több, mint egy játékszer a Topkapı palotabeli összeesküvésekben. Ahmed uralkodása alatt szobafogságban szenvedett 14 évig.

### Első uralkodása
1617-ben, bátyja halála után lépett trónra. 1618-ban egy kierőszakolt fetva alapján őrültnek nyilvánították – hogy unokaöccsét, II. Oszmánt emeljék szultánná.

### Második uralkodása
Oszmán megbuktatása után, 1622-ben anyja segítségével visszavette a hatalmat és még egy évig uralkodott. Végül Köszem szultána 1623-ban megdöntötte hatalmát, a trónra kiskorú Murád fiát ültette, magát pedig kormányzóvá nevezte ki. Musztafát haláláig bebörtönözve tartotta.

### Halála
Musztafa 1639. január 20-án halt meg 48 évesen.